# Leszek Miszczyk
Leszek Janusz Miszczyk (ur. 17 sierpnia 1965 w Gliwicach zm. 11 maja 2021 tamże) – polski onkolog, profesor nauk medycznych. W swojej karierze m.in. pełnił funkcję dyrektora Narodowego Instytutu Onkologii im. Marii Skłodowskiej-Curie – Państwowego Instytutu Badawczego, Oddział w Gliwicach, oraz kierownika jednego z największych Zakładów Radioterapii w Europie, znajdującego się w powyższej jednostce.

## Życiorys
Prof. dr hab. n. med. Leszek Miszczyk urodził się 17 sierpnia 1965 roku w Gliwicach. Był absolwentem Wydziału Lekarskiego Śląskiej Akademii Medycznej w Katowicach. Od 1990 r., kiedy skończył tę uczelnię, aż do śmierci pracował w gliwickim oddziale Narodowego Instytutu Onkologii im. Marii Skłodowskiej-Curie - Państwowym Instytucie Badawczym. Początkowo na stanowisku młodszego asystenta (1990-1996), a następnie asystenta naukowo-badawczego (1996-1997), adiunkta naukowo-badawczego (1997-2002), docenta (2002-2008) i profesora zwyczajnego (od 2008). W 1997 r. uzyskał stopień doktora nauk medycznych, w 2002 r. doktora habilitowanego nauk medycznych, w 2008 r. profesora.
W 1996 r. uzyskał specjalizację z radioterapii onkologicznej, od 1998 do 2011 r. pełnił funkcję zastępcy kierownika Zakładu Radioterapii, a od 2011 r. kierował Zakładem Radioterapii. W latach 2010–2015 był zastępcą dyrektora ds. klinicznych gliwickiego oddziału Narodowego Instytutu Onkologii, a w latach 2015-2016 zajmował stanowisko dyrektora.
W 1997 r. pełnił funkcję konsultanta w Sekcji Radioterapii i Radiobiologii Międzynarodowej Agencji Energii Atomowej w Wiedniu. Od 1996 r. był członkiem i współorganizatorem unikalnego na skalę całego kraju, interdyscyplinarnego, Międzyośrodkowego Zespołu Guzów Kości utworzonego w Wojewódzkim Szpitalu Chirurgii Urazowej w Piekarach Śląskich. 
Stażysta Katolickiego Uniwersytetu w Leuven (Belgia, 1994). Wizytujący profesor w klinikach radioterapii Uniwersytetu Południowej Kalifornii i Uniwersytetu Los Angeles (2003) oraz w Zakładzie Radioterapii Kalifornijskiego Uniwersytetu Los Angeles (2005). Kierownik Międzynarodowej Szkoły Radioterapii „VAI IGRT/RPM School” w Gliwicach, kierownik międzynarodowego programu edukacyjnego „Varian Product Familiarization” (2012). Redaktor naczelny czasopisma „Onkologia Info” (2008-2011).
Był członkiem kilku towarzystw naukowych, w tym Polskiego Towarzystwa Radioterapii Onkologicznej (PTRO) i Europejskiego Towarzystwa Radioterapii Onkologicznej (ESTRO). Laureat wielu prestiżowych nagród.
W swojej pracy zawodowej specjalizował się w radioterapii raka gruczołu krokowego. Wprowadził w Polsce pionierską metodę napromieniania chorych z powodu raka stercza z zastosowaniem złotych znaczników oraz aparatury CyberKnife. Był znanym specjalistą z zakresu radioterapii chorób nienowotworowych i radioterapii stereotaktycznej. 
W roku 2016, jako pełniący obowiązki dyrektora oddziału, podjął działania zmierzające do usamodzielnienia gliwickiego oddziału NIO-PIB (wówczas COI) i stworzenia Śląskiego Instytutu Onkologii. Działania te zakończyły się niepowodzeniem i jego odwołaniem z funkcji dyrektora, co związane było m.in. z odmową przekazania 65 milionów złotych z oszczędności ośrodka w Gliwicach na spłatę długów siostrzanych ośrodków w Warszawie i Krakowie. 
Zginął 11 maja 2021 roku w wypadku drogowym na drodze krajowej nr 88 w Gliwicach, podczas podróży z Narodowego Instytutu Onkologii do Oddziału Ortopedycznego Samodzielnego Publicznego Wojewódzkiego Szpitala Chirurgii Urazowej im. J. Daaba, gdzie od trzydziestu lat nieprzerwanie konsultował pacjentów.

## Publikacje
Prof. Miszczyk był autorem 263 publikacji naukowych w recenzowanych pismach naukowych, w tym łącznie 117 publikacji indeksowanych w bazie PubMed, z których w 62 przypadkach zajmował prestiżowe pozycję pierwszego (33) lub ostatniego (29) autora.
Wśród szczególnie ważnych prac warto wymienić:
- Szereg publikacji metodycznie dokumentujących wyniki i bezpieczeństwo wprowadzonej przez prof. Miszczyka nowej metody leczenia raka prostaty za pomocą aparatury CyberKnife.
- Liczne publikacje dotyczące zastosowania radioterapii w leczeniu chorób nienowotworowych, w tym wielokrotnie cytowaną publikację dotyczącą zastosowania radioterapii w leczeniu bolesnych naczyniaków kręgosłupa. Publikacja ta była podstawą do stworzenia pierwszego na świecie prospektywnego randomizowanego badania porównującego zastosowanie radioterapii konwencjonalnie frakcjonowanej i stereotaktycznej w tej jednostce chorobowej.